# Округ Мизула (Монтана)
Мизула (енгл. Missoula County) је округ у америчкој савезној држави Монтана.

## Демографија
По попису из 2010. године број становника је 109.299, што је 13.497 (14,1%) становника више него 2000. године.
| Група             | 2000.          | 2010.          |
| Белци             | 89.226 (93,1%) | 99.489 (91,0%) |
| Афроамериканци    | 261 (0,3%)     | 445 (0,4%)     |
| Азијати           | 978 (1,0%)     | 1.236 (1,1%)   |
| Хиспаноамериканци | 1.543 (1,6%)   | 2.861 (2,6%)   |
| Укупно            | 95.802         | 109.299        |